# Rotterdam City Basketball
Rotterdam City Basketball is een professionele Nederlandse basketbalclub uit Rotterdam die uitkomt in de BNXT League. De club draagt de naam sinds mei 2025.  Daarvoor was de club onder diverse namen bekend, waaronder sinds 2018 als Feyenoord Basketball.
Rotterdam City Basketball speelt de thuiswedstrijden in het Topsportcentrum Rotterdam naast Stadion Feijenoord.

## Historie
Rotterdam City Basketball werd in 1954 opgericht als A.M.V.J. Rotterdam, naar de gelijknamige jeugdsociëteit aan de Mauritsweg. Het is de oudste nog bestaande basketbalclub in Rotterdam. In 1985 won AMVJ de nationale beker, waarna een jaar later het kampioenschap in het rayon volgde. Vervolgens promoveerde de club (als mogelijk eerste team ooit) in één keer naar de eredivisie. Het eerste herenteam kwam jarenlang uit in de landelijke tweede divisie, die later de eerste klasse van het rayon werd. Vanuit dit niveau promoveerde het team drie aansluitende seizoenen, waardoor het in 1988 de nationale eredivisie bereikte.
Toen Rotterdam in 1988 in de eredivisie ging spelen was Gunco de eerste naamsponsor van de club. Het verblijf in de eredivisie duurde slechts één jaar. In 1991 bereikte Rotterdam wederom het hoogste niveau, deze keer gesponsord door uitzendbureau De Schiestreek. In 1995 nam het Rotterdamse bedrijf Idétrading het stokje over, waarna na een sponsorloos jaar (1998) Gunco in 1999 terugkeerde als naamsponsor. Vanwege het ontbreken van een hoofdsponsor is in 2002 gekozen voor een naam onafhankelijk van de sponsor. Dat werd "Rotterdam Basketbal". Ook kwam er toen een nieuw logo.
In 2006 ging de ondersteunende stichting van Rotterdam Basketbal failliet. Johan van Haga, eigenaar van het bedrijf Challenge Sports, maakte hierna een doorstart mogelijk. Dit zorgde voor een nieuwe 'look', een nieuw logo, veranderingen in de spelersselectie en de nieuwe naam "Rotterdam Challengers". In het eerste seizoen leverde dit sportieve successen op en bereikte het team de kwartfinale van de playoffs van 2008. In de volgende twee seizoenen eindigde Rotterdam als de Challengers op de 10e plek.
Vanaf het seizoen 2010-2011 draaide de eredivisietak weer zelfstandig onder de naam Rotterdam Basketbal. Van Haga ondersteunde de club nog wel als subsponsor. In 2011 werd gekozen voor een nieuwe naam: Rotterdam Basketbal College. In het seizoen 2010/11, 2011/12 en 2012/13 eindigde Rotterdam als laatste in de Eredivisie.
Tijdens het seizoen 2013/14 werd het re-integratiebedrijf Challenge Sports, van Van Haga, de hoofdsponsor van de club en werd gekozen voor een nieuwe naam, Challenge Sports Rotterdam.
Onder leiding van hoofdcoach Armand Salomon behaalde de club vanaf 2014 vier jaar op rij de playoffs. In het seizoen 2017/18 versloeg het team verrassend Den Bosch in de kwartfinale. In de volgende ronde was de latere landskampioen Groningen te sterk. Het was Rotterdams eerste halve finale in tien jaar tijd.
In 2018 werd Rotterdam Basketbal ondergebracht bij voetbalclub Feyenoord en veranderde de naam in Feyenoord Basketbal. Richard den Os was de nieuwe hoofdcoach. Vanaf seizoen 2019/20 speelde de club ook in een rood-wit thuistenue, gelijk aan het thuistenue van de voetbalclub.
In de zomer van 2019 trad voormalig bondscoach Toon van Helfteren aan als hoofdcoach. Onder zijn leiding groeide de club uit tot een stabiele subtopper in Nederland. Enkele wedstrijden voor het einde van seizoen 2022/23 kreeg Van Helfteren ontslag na een reeks slechte resultaten. In juni 2023 stelde de club Tim Arns aan als hoofdcoach.
De samenwerking met de voetbalclub Feyenoord stopte in 2025. Vanaf seizoen 2025/2026 gaat de club verder onder de nieuwe naam Rotterdam City Basketball. Ook het logo, tenue en de clubkleuren veranderden.

### Namen
Mede door de veranderende hoofdsponsors heeft de club verschillende  namen gekend.
- 1988–1989: Gunco Rotterdam
- 1991–1995: De Schiestreek Rotterdam
- 1995–1998: Idétrading
- 1998–1999: Rotterdam Basketbal
- 1999–2002: Gunco Rotterdam
- 2002–2007: Rotterdam Basketbal
- 2007–2010: Rotterdam Challengers
- 2010–2011: Rotterdam Basketbal
- 2011–2014: Rotterdam Basketbal College
- 2014–2016: Challenge Sports Rotterdam
- 2016–2018: Forward Lease Rotterdam
- 2018–2019: Feyenoord Basketbal
- 2019–2025: Zeeuw & Zeeuw Feyenoord Basketbal
- 2025–0000: Rotterdam City Basketball

## Team
Bijgewerkt tot 1 september 2024
| Guards                    |                       |
| Vlag van Verenigde Staten | Brian Cameron         |
| Vlag van Nederland        | Caleb Vijber          |
| Vlag van Nederland        | Dion Turpijn          |
| Vlag van Nederland        | Kenyuoe Ondaan        |
| Forwards                  |                       |
| Vlag van Nederland        | Joost Blangé          |
| Vlag van Nederland        | Maik Bouwer           |
| Vlag van Nederland        | Noah Slingerland      |
| Vlag van Nederland        | Jurian de Pater       |
| Centers                   |                       |
| Vlag van Frankrijk        | Mathias van den Beemt |
|                           |                       |

## Erelijst
| Competitie      | Winnaar | Winnaar | Runner-up | Runner-up |
| Competitie      | Aantal  | Jaren   | Aantal    | Jaren     |
| --------------- | ------- | ------- | --------- | --------- |
| Nationaal       |         |         |           |           |
| NBB-Beker       | 1×      | 1985    | 1×        | 2006      |
| Promotiedivisie | 1×      | 1988    | 1×        | 1991      |
| Eerste divisie  | 1×      | 1987    |           |           |

## Resultaten
Resultaten van de club behaald in nationale competities en NBB-Beker-competities.
| Seizoen | Niv. | Comp.      | Pos.   | Nationale Playoffs | NBB beker     | BNXT Playoffs | Bijzonderheden                                                                     |
| ------- | ---- | ---------- | ------ | ------------------ | ------------- | ------------- | ---------------------------------------------------------------------------------- |
| 1988–89 | 1    | Eredivisie | 9      | –                  |               |               |                                                                                    |
| 1991–92 | 1    | Eredivisie | 11     | –                  |               |               |                                                                                    |
| 1992–93 | 1    | Eredivisie | 8      | Kwartfinale        |               |               |                                                                                    |
| 1993–94 | 1    | Eredivisie | 9      | –                  |               |               |                                                                                    |
| 1994–95 | 1    | Eredivisie | 8      | –                  |               |               |                                                                                    |
| 1995–96 | 1    | Eredivisie | 3      | Kwartfinale        |               |               |                                                                                    |
| 1996–97 | 1    | Eredivisie | 6      | Kwartfinale        |               |               |                                                                                    |
| 1997–98 | 1    | Eredivisie | 6      | Kwartfinale        |               |               |                                                                                    |
| 1998–99 | 1    | Eredivisie | 8      | Kwartfinale        |               |               |                                                                                    |
| 1999–00 | 1    | Eredivisie | 8      | Kwartfinale        |               |               |                                                                                    |
| 2000–01 | 1    | Eredivisie | 5      | –                  |               |               |                                                                                    |
| 2001–02 | 1    | Eredivisie | 10     | –                  |               |               |                                                                                    |
| 2002–03 | 1    | Eredivisie | 9      | –                  |               |               |                                                                                    |
| 2003–04 | 1    | FEB        | 9      | –                  |               |               |                                                                                    |
| 2004–05 | 1    | FEB        | 4      | Halvefinalst       |               |               |                                                                                    |
| 2005–06 | 1    | FEB        | 4      | Halvefinalist      | Finalist      |               |                                                                                    |
| 2007–08 | 1    | FEB        | 6      | Kwartfinale        |               |               |                                                                                    |
| 2008–09 | 1    | FEB        | 10     | –                  |               |               |                                                                                    |
| 2009–10 | 1    | FEB        | 10     | –                  |               |               |                                                                                    |
| 2010–11 | 1    | DBL        | 10     | –                  |               |               |                                                                                    |
| 2011–12 | 1    | DBL        | 8      | –                  | Kwartfinale   |               |                                                                                    |
| 2012–13 | 1    | DBL        | 10     | –                  | 4e ronde      |               |                                                                                    |
| 2013–14 | 1    | DBL        | 9      | –                  | Kwartfinale   |               |                                                                                    |
| 2014–15 | 1    | DBL        | 5      | Eerste ronde       |               |               |                                                                                    |
| 2015–16 | 1    | DBL        | 6      | Eerste ronde       | Kwartfinale   |               |                                                                                    |
| 2016–17 | 1    | DBL        | 5      | Eerste ronde       | Halvefinalist |               |                                                                                    |
| 2017–18 | 1    | DBL        | 5      | 2de ronde          | Kwartfinale   |               |                                                                                    |
| 2018–19 | 1    | DBL        | 8      | Eerste ronde       |               |               | Naamsverandering naar Feyenoord Basketbal                                          |
| 2019–20 | 1    | DBL        | X      | X                  |               |               | Competitie en beker voortijdig beëindigd door coronacrisis                         |
| 2020–21 | 1    | DBL        | 5      | Kwartfinale        |               |               | Seizoen werd gespeeld zonder toeschouwers bij de wedstrijden, door de coronacrisis |
| 2021–22 | 1    | BNXT       | 5 (NL) | Kwartfinale        | Kwartfinale   | Derde ronde   |                                                                                    |
| 2022–23 | 1    | BNXT       | 7 (NL) | –                  | Halvefinale   | Eerste ronde  |                                                                                    |
| 2023–24 | 1    | BNXT       | 7 (NL) | Kwartfinale        | Halvefinale   | –             |                                                                                    |
| 2024–25 | 1    | BNXT       | 17     |                    | Halvefinale   | –             |                                                                                    |

## Voetnoten
Aalst · Antwerpen · Bergen · Brussel · Charleroi · Den Bosch · Den Helder · Groningen · Hasselt · Kortrijk · Leeuwarden · Leiden · Leuven · Mechelen · Oostende · Rotterdam · Weert · Zwolle